# ファミリア・エ・トゥード
『ファミリア・エ・トゥード』（ポルトガル語: Família é Tudo）は、ブラジルのテレノベラ。TVグローボで2024年3月4日から9月27日まで放送された。 主演はアルリーテ・サレス、ナタリア・ディル、ジュリアナ・パイバ、チアゴ・マルティンス、イサク・ロペス、ラミル、レナト・ゴエス、ラファエル・ローガム、ジェイミー・マタラッツォ。

## 登場人物

### 主要キャラクター
フリーダ・マンシーニとカタリーナ・マンチーニ・ガリンド
演 - アルリーテ・サレス
ヴェヌス・マンシーニ
演 - ナタリア・ディル
エレクトラ・マンシーニ
演 - ジュリアナ・パイバ
ジュピター・アンシエタ・マンシーニ
演 - チアゴ・マルティンス
プルタオン・マンチーニ
演 - イサク・ロペス
アンドロメダ・マンシーニ
演 - ラミル
ハンス・マンシーニ・ガリンド
演 - レナト・ゴエス
トマス・モンテイロ「トム」
演 - ラファエル・ローガム
ルカ・バッジョ
演 - ジェイミー・マタラッツォ